# Semallé
Semallé est une commune française, située dans le département de l'Orne en région Normandie, peuplée de 364 habitants.

## Géographie
La commune est en campagne d'Alençon. Son bourg est à 7 km au nord-est d'Alençon, à 11 km au nord-ouest de La Fresnaye-sur-Chédouet et à 17 km au sud de Sées.
Semallé est dans le bassin de la Loire, par son sous-affluent la Sarthe qui délimite le territoire au sud. Trois de ses affluents collectent du nord vers le sud les eaux du territoire communal : le ruisseau de Betz qui marque avec la Croix, un de ses tributaires, la limite orientale, le ruisseau du Sourtoir qui passe à l'est du bourg, et le ruisseau de Noël, à l'ouest. Un ruisseau plus modeste longe la Sarthe sur quelques centaines de mètres avant sa confluence au Bas Ménil.
Le point culminant (163 m) se situe en limite nord-ouest, près du lieu-dit le Pirai. Le point le plus bas (132 m) correspond à la sortie de la Sarthe du territoire, au sud-ouest.
| Forges      | Larré           | Larré                              |
| Valframbert | Semallé         | Hauterive                          |
| Valframbert | Chenay (Sarthe) | Chassé (Sarthe), Montigny (Sarthe) |

### Hydrographie
La commune est située dans le bassin Loire-Bretagne. Elle est drainée par la Sarthe, le Betz, la Forêt, le ruisseau de Noël et le Sourtoir,.
La Sarthe, d'une longueur de 314 km, prend sa source dans la commune de Soligny-la-Trappe, au hameau de Somsarthe, c'est-à-dire "sommet de la Sarthe", à une altitude de 250 mètres. Sur une grande partie de son cours, elle marque alors la limite entre les départements de l'Orne et de la Sarthe et conflue avec la Mayenne à Angers à une altitude de 15 mètres, pour former la Maine. 
Le Betz, d'une longueur de 13 km, prend sa source dans la commune d'Écouves et se jette  dans la Sarthe en limite de Hauterive et de Semalle, après avoir traversé quatre communes. 

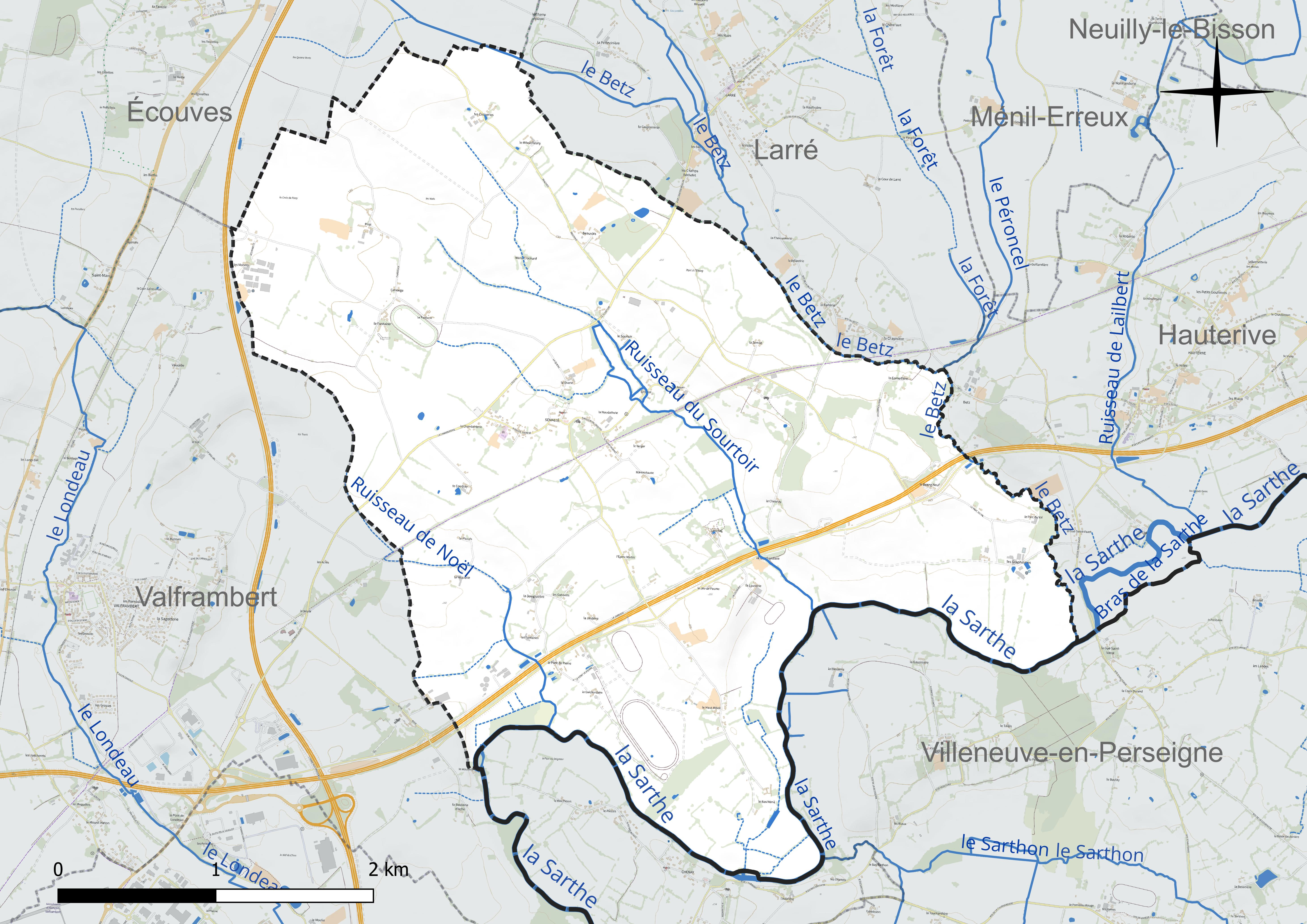
Réseau hydrographique de Semallé.

### Climat
Pour des articles plus généraux, voir Climat de la Normandie et Climat de l'Orne.
En 2010, le climat de la commune est de type climat océanique dégradé des plaines du Centre et du Nord, selon une étude du CNRS s'appuyant sur une série de données couvrant la période 1971-2000. En 2020, Météo-France publie une typologie des climats de la France métropolitaine dans laquelle la commune est dans une zone de transition entre le climat océanique et le climat océanique altéré et est dans la région climatique Normandie (Cotentin, Orne), caractérisée par une pluviométrie relativement élevée (850 mm/a) et un été frais (15,5 °C) et venté. Parallèlement le GIEC normand, un groupe régional d’experts sur le climat, différencie quant à lui, dans une étude de 2020, trois grands types de climats pour la région Normandie, nuancés à une échelle plus fine par les facteurs géographiques locaux. La commune est, selon ce zonage, exposée à un « climat des plateaux abrités », se caractérisant par une pluviométrie et des contraintes thermiques modérées mais aussi, par effet de continentalité, des températures plus contrastées qu'au nord dans la plaine de Caen, avec communément 10 à 15 jours par an de plus de froid en hiver et de chaleur en été.
Pour la période 1971-2000, la température annuelle moyenne est de 10,8 °C, avec une amplitude thermique annuelle de 14,2 °C. Le cumul annuel moyen de précipitations est de 725 mm, avec 11,9 jours de précipitations en janvier et 7,4 jours en juillet. Pour la période 1991-2020, la température moyenne annuelle observée sur la station météorologique la plus proche, située sur la commune d'Alençon à 7 km à vol d'oiseau, est de 11,3 °C et le cumul annuel moyen de précipitations est de 743,7 mm,. Pour l'avenir, les paramètres climatiques de la commune estimés pour 2050 selon différents scénarios d’émission de gaz à effet de serre sont consultables sur un site dédié publié par Météo-France en novembre 2022.

## Urbanisme

### Typologie
Au 1er janvier 2024, Semallé est catégorisée commune rurale à habitat très dispersé, selon la nouvelle grille communale de densité à sept niveaux définie par l'Insee en 2022.
Elle est située hors unité urbaine. Par ailleurs la commune fait partie de l'aire d'attraction d'Alençon, dont elle est une commune de la couronne,. Cette aire, qui regroupe 89 communes, est catégorisée dans les aires de 50 000 à moins de 200 000 habitants,.

### Occupation des sols
L'occupation des sols de la commune, telle qu'elle ressort de la base de données européenne d’occupation biophysique des sols Corine Land Cover (CLC), est marquée par l'importance des territoires agricoles (93,3 % en 2018), une proportion identique à celle de 1990 (93,3 %). La répartition détaillée en 2018 est la suivante : 
terres arables (51 %), prairies (42,3 %), espaces verts artificialisés, non agricoles (3,1 %), zones urbanisées (1,9 %), forêts (1,8 %). L'évolution de l’occupation des sols de la commune et de ses infrastructures peut être observée sur les différentes représentations cartographiques du territoire : la carte de Cassini (XVIIIe siècle), la carte d'état-major (1820-1866) et les cartes ou photos aériennes de l'IGN pour la période actuelle (1950 à aujourd'hui).

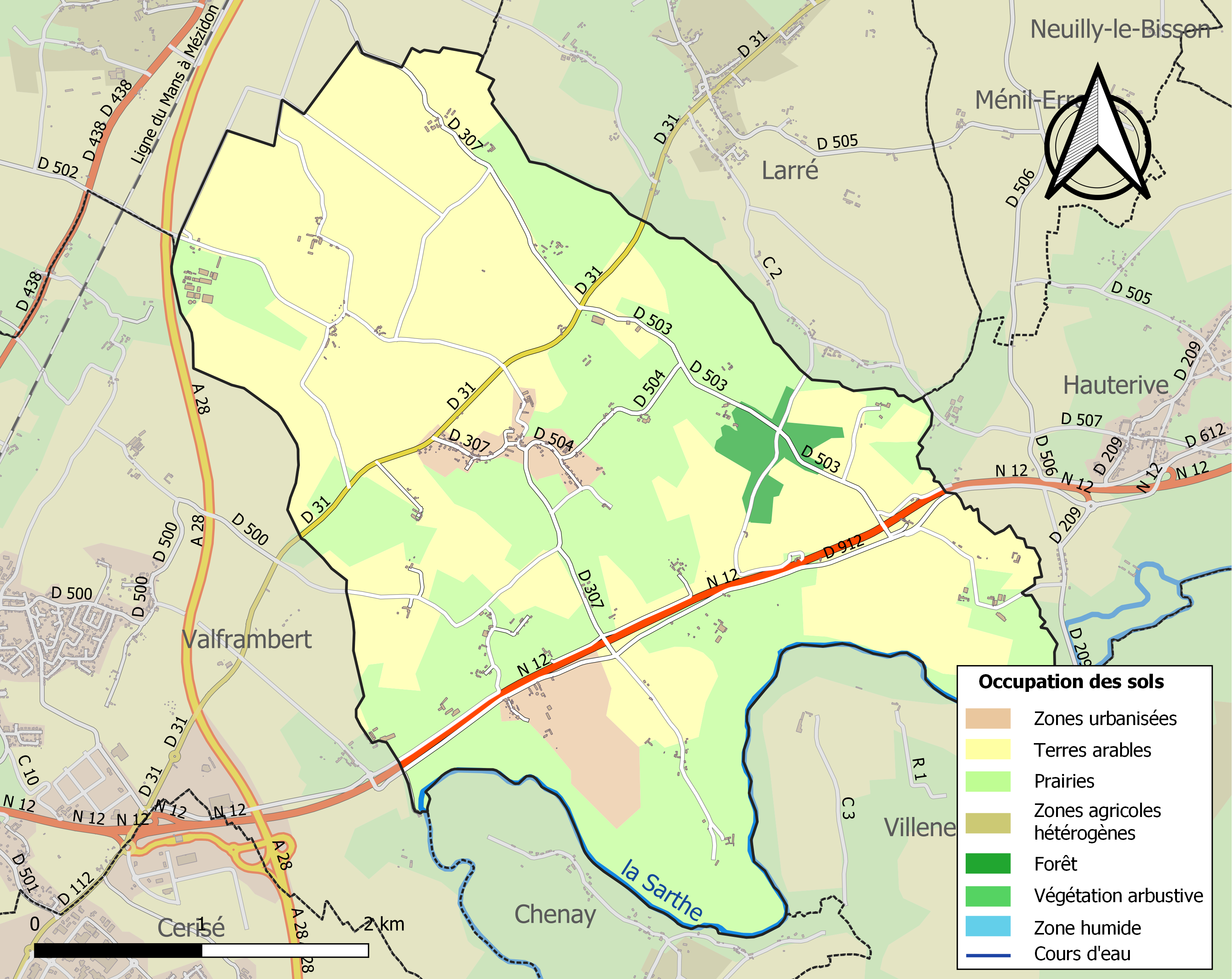
Carte des infrastructures et de l'occupation des sols de la commune en 2018 (CLC).

## Toponymie
Le nom de la localité est attesté sous la forme Semalé en 1801.
Les  noms  de  lieux  se  terminant  en  é, comme Semallé, dériveraient du suffixe latin acum (« domaine de »), « domaine de Semallé ».
René Lepelley émet l'hypothèse de l'anthroponyme germanique Siemel pour l'origine du toponyme.
Le gentilé est Semailléen.

## Histoire
La commune connaît plusieurs emplacements qui ont livré de la céramique gallo-romaine, témoignant de l'antiquité de l'habitat.
La paroisse est le berceau de la famille de Semallé, à qui elle donna son nom.
En 1839, le territoire de la commune de Congé (233 habitants en 1836, à l'est de Semallé) est partagé entre Semallé et Valframbert.

## Héraldique
| Armes de Semallé | Les armes de la commune de Semallé se blasonnent ainsi : D'argent à la bande de gueules, accompagnée d'un faucon de sable armé d'or, grimpant (ce sont les armes de la famille de Semallé, anciens seigneurs dudit lieu). |

## Politique et administration
| Période                                  | Période  | Identité            | Étiquette | Qualité   |
| ---------------------------------------- | -------- | ------------------- | --------- | --------- |
| mars 1989                                | En cours | Jean-Patrick Leroux | SE        | Comptable |
| Les données manquantes sont à compléter. |          |                     |           |           |

Le conseil municipal est composé de onze membres dont le maire et deux adjoints.

## Démographie
L'évolution du nombre d'habitants est connue à travers les recensements de la population effectués dans la commune depuis 1793. Pour les communes de moins de 10 000 habitants, une enquête de recensement portant sur toute la population est réalisée tous les cinq ans, les populations de référence des années intermédiaires étant quant à elles estimées par interpolation ou extrapolation. Pour la commune, le premier recensement exhaustif entrant dans le cadre du nouveau dispositif a été réalisé en 2007.
En 2022, la commune comptait 364 habitants, en évolution de +0,55 % par rapport à 2016 (Orne : −3,21 %, France hors Mayotte : +2,11 %).
Semallé a compté jusqu'à 559 habitants en 1841.
| 1793 | 1800 | 1806 | 1821 | 1836 | 1841 | 1846 | 1851 | 1856 |
| ---- | ---- | ---- | ---- | ---- | ---- | ---- | ---- | ---- |
| 450  | 492  | 491  | 532  | 466  | 559  | 537  | 553  | 477  |

| 1861 | 1866 | 1872 | 1876 | 1881 | 1886 | 1891 | 1896 | 1901 |
| ---- | ---- | ---- | ---- | ---- | ---- | ---- | ---- | ---- |
| 497  | 504  | 507  | 468  | 482  | 471  | 458  | 479  | 450  |

| 1906 | 1911 | 1921 | 1926 | 1931 | 1936 | 1946 | 1954 | 1962 |
| ---- | ---- | ---- | ---- | ---- | ---- | ---- | ---- | ---- |
| 416  | 398  | 354  | 368  | 438  | 355  | 379  | 366  | 349  |

| 1968 | 1975 | 1982 | 1990 | 1999 | 2006 | 2007 | 2012 | 2017 |
| ---- | ---- | ---- | ---- | ---- | ---- | ---- | ---- | ---- |
| 366  | 348  | 317  | 340  | 366  | 380  | 382  | 390  | 352  |

| 2022 | - | - | - | - | - | - | - | - |
| ---- | - | - | - | - | - | - | - | - |
| 364  | - | - | - | - | - | - | - | - |

## Lieux et monuments
- Église Saint-Hilaire.

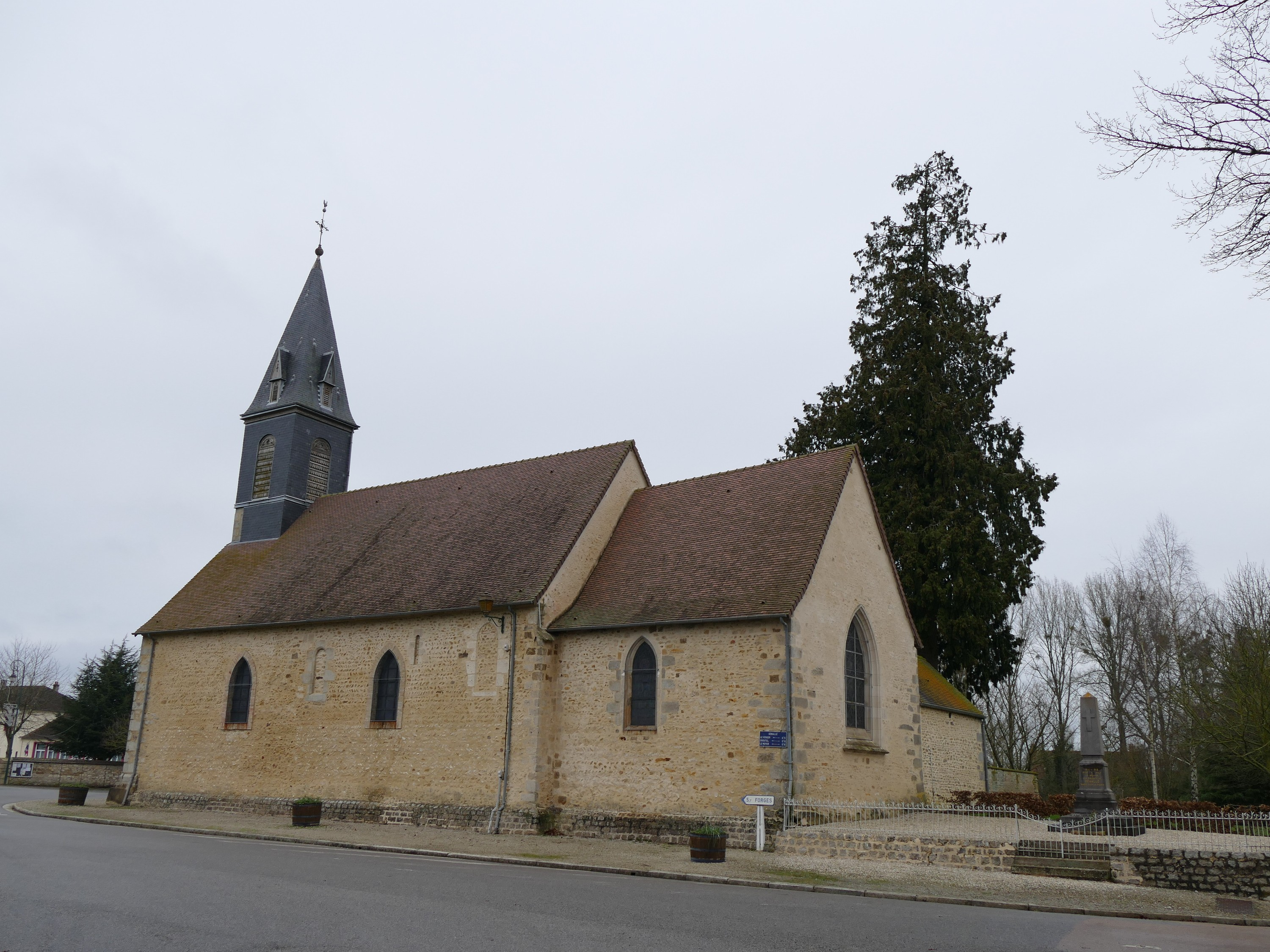
L'église Saint-Hilaire.

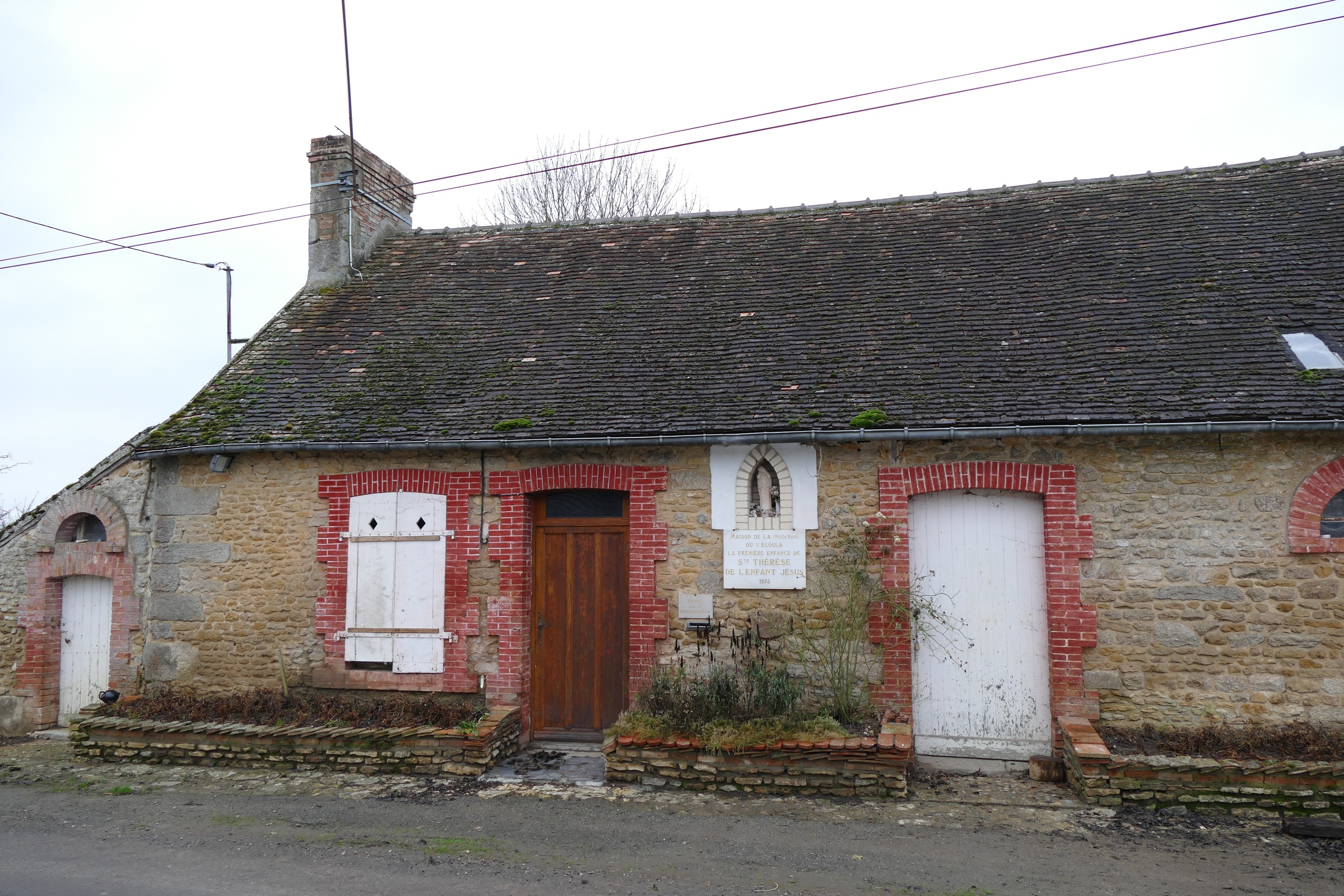
La maison d'enfance de sainte Thérèse.

- Château du Chalet (dit château de Semallé).
- Château de Lanchal.
- Château de la Pouprière.
- Maison « de la petite Rose », nourrice de sainte Thérèse[28].

## Personnalités liées à la commune
Semallé a une part de notoriété par la qualité d'une de ses hôtes. En effet, en 1874, une nourrice de Semallé nommée Rose Taillé a accueilli durant 18 mois la petite Thérèse, « la petite Rose », qui deviendra plus tard sainte Thérèse de l'Enfant Jésus et de la Sainte Face.
Semallé est aussi le berceau familial du résistant alençonnais Joseph Onfray. Ingénieur du génie rural à Alençon, il fut déporté à Buchenwald.